# La chica más guapa de la ciudad
«La chica más guapa de la ciudad» (original: «The Most Beautiful Woman in Town») es un cuento del escritor estadounidense Charles Bukowski, incluido en la colección Erecciones, eyaculaciones, exhibiciones, publicado en 1978.

## Acontecimientos principales
- Inicio: El narrador describe cómo es Cass y cómo se conocieron.
- Desarrollo: Cass y el narrador mantienen una relación amorosa. Durante todo el desarrollo, Cass intenta deshacerse de su belleza mediante cortes en el cuerpo.
- Final: El narrador le propone a Cass que vivan juntos y ella rechaza la propuesta. Por último, el narrador se entera de que Cass se suicidó cortándose el cuello.

## Personajes
- Cass: 20 años, era la más joven y guapa de 5 hermanas y la más guapa de la ciudad. Era medio india, de cuerpo extraño, flexible, fiero y serpentino. Tenía pelo negro largo y sedoso, bailaba, pintaba, cantaba y hacía objetos de arcilla. Su estado de ánimo era extremista, las chicas la envidiaban y ella no se apegaba a nada. Era una prostituta a la que muchos hombres consideraban como máquina sexual y por eso intentaba opacar su belleza física. Era espiritual, resplandeciente, coqueta, inteligente, amable y generosa con los feos, sentía que no la hacían valer por sus sentimientos sino por su cuerpo.

- Narrador o protagonista: Se consideraba un hombre feo, era amable, cordial, atento y generoso con las mujeres. Fue muy sincero con Cass y como pocos hombres la quería por sus sentimientos, más que por su belleza.

## Espacio
- Físico: Ciudad, Colegio de monjas donde estudió Cass, bar West End, la casa del narrador, la cárcel y la playa.
- Psicológico: Fraternidad, cariño, amor, tristeza, aprecio, soledad e inconformidad.